# Тапуає-о-Уенуку
Тапуає-о-Уенуку, колишня назва Тапуаєнуку (маор. Tapuae-o-Uenuku) — гора висотою 2885 метрів, найвища вершина на північному сході Південного острова і гірських хребтів Кайкоури, на сході регіону Марлборо, на самому кордоні з округом Кайкоура, регіону Кентербері Нової Зеландії. Назва перекладається з маорі як «слід веселки», хоча зазвичай вважається, що гора названа на честь вождя Тапуаєнуку.

## Географія

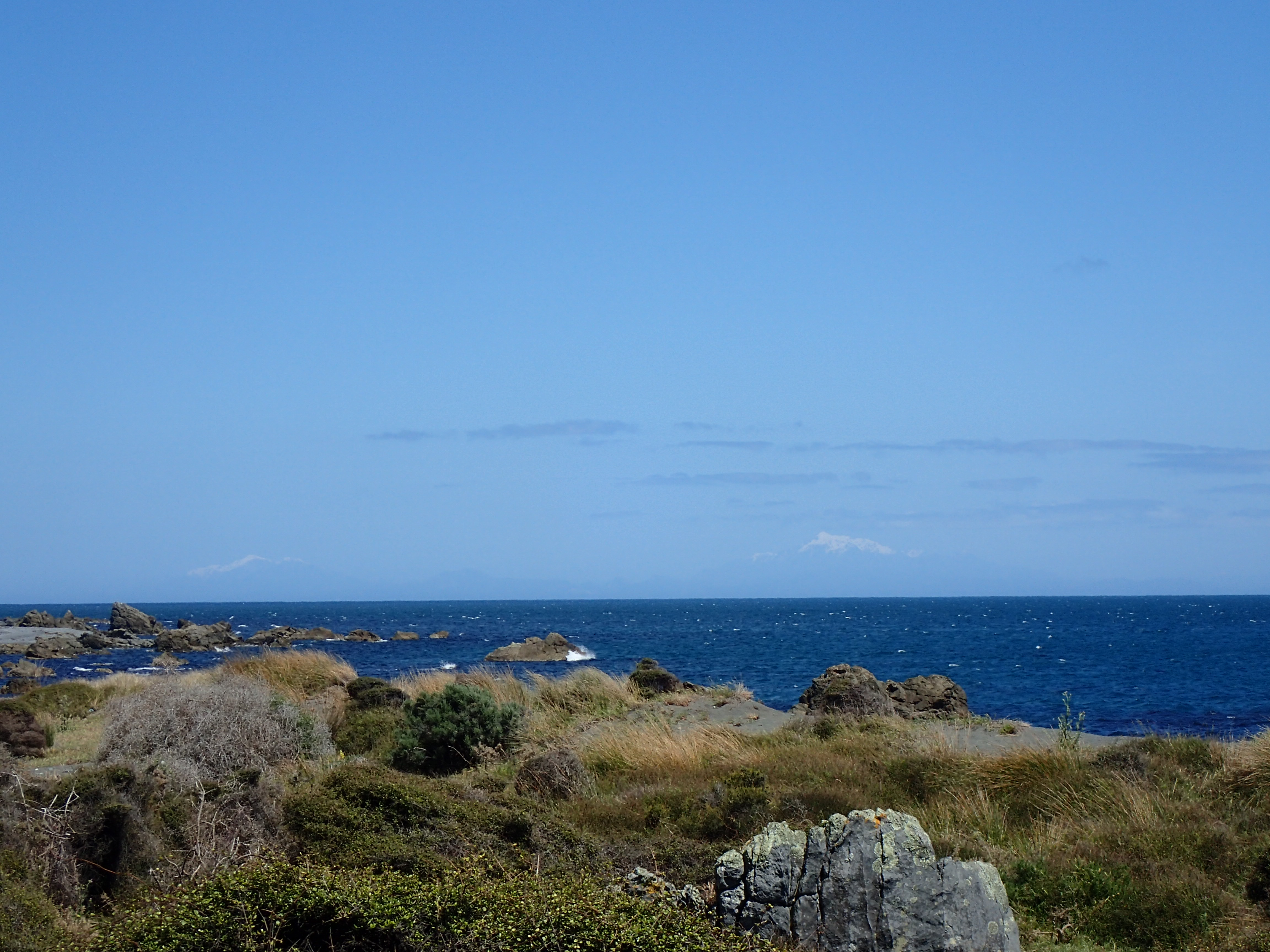
Тапуає-о-Уенуку (праворуч від центру) на відстані 120 кілометрів (вид з мису Барінг-Хед). Пік Манакау — ліворуч.

Гора розташована на півночі гірського хребта Внутрішній Кайкоура (англ. Inland Kaikoura Range) (хребти Кайкоура) за 338 км на північний схід від найвищої вершини Нової Зеландії — гори Аоракі / Маунт-Кук (3724 м), за 57 км на південь-південний захід від міста Бленім та за 122 км на південний захід від столиці країни, міста Веллінгтон.

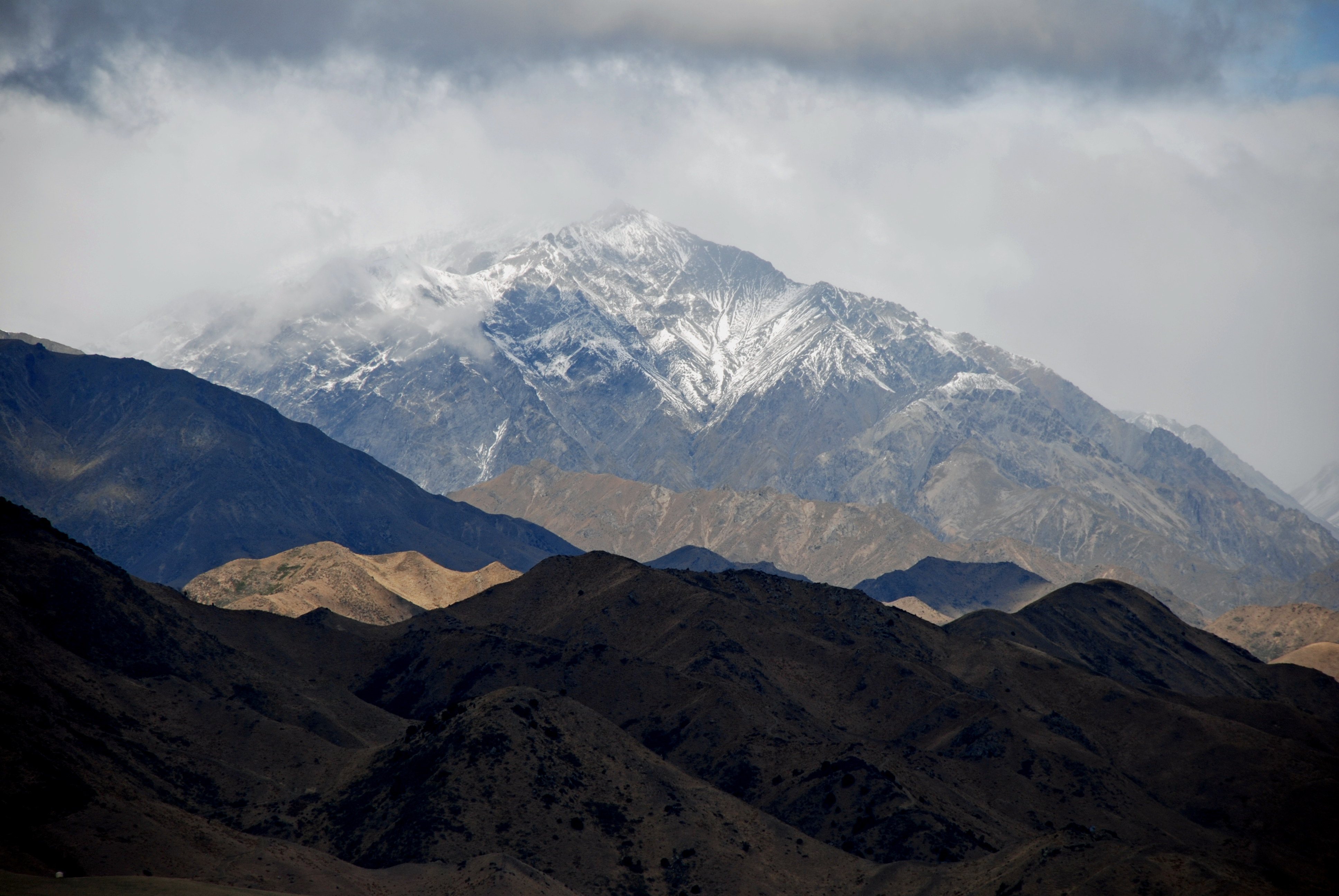
Вершина Тапуає-о-Уенуку «загублена» в хмарах.

Абсолютна висота вершини 2885 метрів над рівнем моря — це найвища гора Нової Зеландії за межами основних хребтів Південних Альп і вона на 88 метрів вища за гору Руапеху, найвищу вершину Північного острова. Відносна висота гори — 2022 м. За цим показником вершина відноситься до ультра-піків і є 4-ю на Південному острові та 6-ю у Новій Зеландії. Найнижче ключове сідло вершини, по якому вимірюється її відносна висота називається «Перевал Льюїса» (англ. Lewis Pass), має висоту 863 м над рівнем моря і розташоване за 112,3 км на захід-південний захід (42°22′40″ пд. ш. 172°24′8″ сх. д. / 42.37778° пд. ш. 172.40222° сх. д.). Топографічна ізоляція вершини відносно найближчої вищої гори Елі-де-Бомонт (англ. Mount Elie de Beaumont), яка розташована на заході-південному заході, становить 318,78 км.
Гора домінує над внутрішнім хребтом Кайкура, піднімаючись високо над долинами річок Кларенс і Аватере. Її можна побачити аж з узбережжя Капіті на Північному острові, що знаходиться майже за 165 кілометрів, і є визначною точкою на горизонті для мандрівників міжострівних поромів, які курсують протокою Кука.
В джерелах описано вісім маршрутів на вершину Тапуає-о-Уенуку.

## Історія
Першим європейцем, який побачив гору, був Джеймс Кук, який назвав її горою Одін, але згодом прозвав її «Сторожою», оскільки його корабель, здавалося, було видно з неї в багатьох точках уздовж узбережжя. Першими європейцями, які спробували піднятися на гору, були Едвард Джон Ейр, лейтенант-губернатор штату Нью-Мюнстер і Вільям Джон Ворбертон Гамільтон, в 1849 році. Вони піднялися практично на саму вершину, але були змушені повернути назад.
Таппі, як називають гору місцеві жителі, була плацдармом для альпіністської кар'єри легендарного альпініста сера Едмунда Гілларі, завдяки чому він став першою людиною, яка досягла вершини гори Еверест.
«Нарешті я піднявся на пристойну гору» — сказав сер Ед про свій персональний підйом у вихідні дні 1944 року під час тренувань у Королівських ВПС Нової Зеландії в Марлборо під час Другої світової війни.